# Buharija
Muhammed ibn Ismail el-Buhari, poznatiji kao Buharija (arapskiالبخاري) ili imam Buhari (810—870), je poznati persijski islamski učenjak iz Buhare (Uzbekistan), poznat po svom kapitalnom delu zbrike hadisa „Sahih Buhari", kolekcija hadisa. To delo sunski muslimani smatraju jednim od najautentičnijih (sahih) kolekcija hadisa. On je isto tako napisao druge knjige kao što je Al-Adab al-Mufrad.

## Biografija
Njegovo puno ime je Muhamed ibn Ismail ibn Ibrahim ibn el-Mugire ibn Bardizbah el-Buhari (Arapski: محمد بن اسماعيل بن ابراهيم بن المغيرة بن بردزبه البخاري). Ali je poznatiji kao Imam Buharija.

### Detinjstvo (810—820)
Rođen je 20. jula 810. godine (13. Ševala, 194 po hidžri) u gradu Buhara (koji je bio deo Horasana u to vreme). Danas je to grad u Uzbekistanu.. Njegov otac Ismail ibn Ibrahim je isto tako bio poznati hadiski učenjak, a umro je dok je Imam Buhari bio mlad. Njegova majka je nakon smrti muža radila teške poslove, da bi mu omogućila školovanje. Nakon završene osnovne škole posvećuje se učenju hadisa.
Kada je imao 16 godina, njegova majka, brat i on, kreću na put u Meku, odakle kreće na put u mnoge gradove prikupljajući znanje o hadisima. Beleži se da je ostao u Basri 4 ili 5 godina, a zatim u Hidžazu 6 godina. A zatim je odatle putovao u Kufu i Basru.
Kada su vlasti u Basri čule da dolazi u grad, organizovali su katedru gde je imam Buhari predavao Hadis. U Bagdadu su na jednoj javnoj katedri došla desetorica poznatih hadiskih učenjaka da bi ga javno iskušali, i promenili lanac prenosilaca (isnad) za oko stotinu hadisa. Nakon što je čuo te hadise on je rekao da ih ne poznaje, ali da zna hadise koji su slični, a zatim citirao ispravne verzije napamet. (Lanci prenosilaca sadrže mnogo imena).

### Putovanja po islamskom svetu (828—846)
Kada je imao 18 godina odlučio je da putuje širom islamskog tadašnjeg sveta i skuplja, aranžira i potvrđuje autentičnost predaja. Tako se susretao sa prenosiocima u Egiptu, Siriji, Iraku i Arabiji. Susreo se sa preko 1000 prenosilaca i naučio napamet oko 600.000 hadisa (verodostojnih i ostalih) sa lancem prenosilaca i stepenima autentičnosti, što ga je učinilo najpoznatijim Muhadisom tog vremena. Nakon skoro 16 godina na tom putu sakupljanja hadisa, nakon povratka u Buharu, napisao je svoje kapitalno delo „El Džami el Sahih“ (Zbirka Sahih hadisa), koja je zbirka od 7.275 provjrenih izreka poslanika Muhameda.

### Smrt
U 54. godini života, godine 864. došao je u veliki Iranski grad Nišapur. Gde je upoznao svoga budućeg učenika Muslima, koji je posle napisao takođe poznatu veliku zbirku hadisa (Sahih Muslim). Tamošnji vladar je naredio imamu Buhariji da drži lekcije na njegovom dvoru, što je Buharija odbio. Nakon podizanja tenzija između Buharije i vladara, Buharija je proteran iz grada u selo Kartank blizu Buhare. Gde je i umro 870. godine, u 60 godini života.

## Poznata dela
- El-Džami el-Sahih (الجامع الصحيح), poznat kao Sahih Buhari
- El Edeb el Mufred (الأدب المفرد), (delo koje se bavi biografijom i moralom Muhameda
- El-Tarih el-Kebir' (delo koje se bavi istorijom).
- El-Tarih el-Sagir – (takođe istorija, ali ne opštog karaktera kao „Kebir”, već životopis poslanika, Ashaba, Tabina.
- Ed-Duafa es-Sagir – Knjiga koja sadrži imena nepouzdanih prenosilaca hadisa, i razlozi radi kojih se smatraju takvim.
- Esemi es-Sahaba – Knjiga koja sadrži imena, poreklo i biografije Ashaba
- Kitab el-Vaihdan – Biografije manje poznatih ashaba koji se nalaze u lancima prenosilaca hadisa.
- Kitab el-Kuna
- Halik el-fal el-'Ibad
- El-Tarikh Al-Awsat
- El-Džamia el-Kebir
- El-Musned el-Kebir
- Kitab el-Ešribah

## Literatura
- Salaahud-Deen ibn ʿAlee ibn ʿAbdul-Maujood (decembar 2005). The Biography of Imam Bukhaaree. Translated by Faisal Shafeeq (1st изд.). Riyadh: Darussalam. ISBN 978-9960-9690-5-3.
- Encyclopedia of Sahih Al-Bukhari by Arabic Virtual Translation Center (New York 2019, Amazon ASIN: B07R1RTRYD)
- al-Bukhārī, al-Jāmiʿ al-ṣaḥīḥ, 9 vols. In 3, Būlāq 1311–3, repr. Liechtenstein 2001
- al-Bukhārī, al-Taʾrīkh al-kabīr, 4 vols. In 8, Hyderabad 1358–62/1941–5, 1377/19582
- al-Dhahabī, Taʾrīkh al-Islām, ed. ʿUmar ʿAbd al-Salām Tadmurī (Beirut 1407–21/1987–2000), 19 (251–60 A.H.):238–74
- Ibn Abī Ḥātim, K. al-Jarḥ wa-l-taʿdīl, 4 vols. In 8, Hyderabad 1360/1941
- Ibn ʿAdī al-Qaṭṭān, al-Kāmil fī ḍuʿafāʾ al-rijāl, ed. ʿĀdil Aḥmad ʿAbd al-Mawjūd et al., Beirut, 1418/1997
- Ibn ʿAdī al-Qaṭṭān, Asāmī man rawā ʿanhum Muḥammad b. Ismāʿīl al-Bukhārī, ed. ʿĀmir Ḥasan Ṣabrī, Beirut, 1414/1994
- Ibn ʿAsākir, Taʾrīkh madīnat Dimashq, ed. Muḥibb al-Dīn Abī Saʿīd al-ʿAmrawī, 70 vols., Beirut 1415/1995
- Ibn Ḥajar, Fatḥ al-bārī, ed. ʿAbd al-ʿAzīz b. ʿAbdallāh Ibn Bāz, 15 vols. Beirut, 1428–9/2008
- al-Khaṭīb al-Baghdādī, Taʾrīkh Baghdād aw Madīnat al-Salām (Cairo 1349/1931), 2:4–34
- al-Khaṭīb al-Baghdādī, Taʾrīkh Madīnat al-Salām, ed. Bashshar ʿAwwād Maʿrūf (Beirut 1422/2001), 2:322–59
- al-Nawawī, Tahdhīb al-asmāʾ wa-l-lughāt, Cairo 1927
- al-Qasṭallānī, Irshād al-sārī Ṣaḥīḥ al-Bukhārī, ed. Muḥammad ʿAbd al-ʿAzīz al-Khālidī, 15 vols., Beirut 1416/1996.
- Ghassan Abdul-Jabbar, Bukhari, London, 2007
- Muḥammad ʿIṣām ʿArār al-Ḥasanī, Itḥāf al-qāriʾ bi-maʿrifat juhūd wa-aʿmāl al-ʿulamāʾ ʿalā Ṣaḥīḥ al-Bukhārī, Damascus 1407/1987
- Jonathan Brown, The canonization of al-Bukhārī and Muslim, Leiden 2007
- Eerik Dickinson, The development of early Sunnite ḥadīth criticism, Leiden 2001
- Mohammad Fadel, "Ibn Ḥajar’s Hady al-sārī," JNES 54 (1995), 161–97
- Johann W. Fück, "Beiträge zur Überlieferungsgeschichte von Bukhārī’s Traditionssammlung," ZDMG 92 (n.s. 17, 1938), 60–87
- Ignaz Goldziher, Muslim studies, ed. S. M. Stern, trans. C. R. Barber and S. M. Stern (Chicago 1968–71), 2:216–29
- Nizār b. ʿAbd al-Karīm b. Sulṭān al-Ḥamadānī, al-Imām al-Bukhārī, Mecca 1412/1992
- al-Ḥusaynī ʿAbd al-Majīd Hāshim, al-Imām al-Bukhārī, Cairo n.d.
- Abū Bakr al-Kāfī, Manhaj al-Imām al-Bukhārī, Beirut 1421/2000
- Najm ʿAbd al-Raḥmān Khalaf, Istidrākāt ʿalā Taʾrīkh al-turāth al-ʿArabī li-Fuʾād Sizkīn fī ʿilm al-ḥadīth (Beirut 1421/2000), 135–264
- Scott C. Lucas, "The legal principles of Muḥammad b. Ismāʿīl al-Bukhārī and their relationship to classical Salafi Islam," ILS 13 (2006), 289–324
- Christopher Melchert, "Bukhārī and early hadith criticism," JAOS 121 (2001), 7–19
- Christopher Melchert, "Bukhārī and his Ṣaḥīḥ," Le Muséon 123 (2010), 425–54
- Alphonse Mingana, An important manuscript of the traditions of Bukhārī, Cambridge 1936
- Rosemarie Quiring-Zoche, "How al-Bukhārī’s Ṣaḥīḥ was edited in the Middle Ages. ʿAlī al-Yūnīnī and his rumūz," BEO 50 (1998), 191–222
- Fuat Sezgin, Buhârî’nin kaynakları, Istanbul 1956
- Umm ʿAbdallāh bt. Maḥrūs al-ʿAsalī et al., Fihris Muṣannafāt al-Imām Abī ʿAbdallāh Muḥammad b. Ismāʿīl al-Bukhārī…fīmā ʿadā al-Ṣaḥīḥ, Riyadh 1408/1987–8
- Cooperson, Michael (2005). Al-Ma'mun (Makers of the Muslim World). Oxford, England: Oneworld Publications. ISBN 978-1-85168-386-4.
- Ess, J. V. (2006). The Flowering of Muslim Theology. USA: Harvard University Press. ISBN 978-0-674-02208-9.
- Hurvitz, N. (2001). „Mihna as Self-Defense”. Studia Islamica. 92: 93—111. JSTOR 1596192. doi:10.2307/1596192.
- Jackson, S. A. (2002). „Jihad and the Modern World”. Journal of Islamic Law and Culture. 7 (1): 1—26.
- Nawas, J. A. (1994). „A Rexamination of Three Current Explanations for al-Ma'mun's Introduction of the Mihna”. International Journal of Middle East Studies. 26 (4): 615—629. S2CID 159973328. doi:10.1017/S0020743800061134.
- Nawas, J. A. (1996). „The Mihna of 218 A.H./833 A. D. Revisited: An Empirical Study”. Journal of the American Oriental Society. Journal of the American Oriental Society,. 116 (4). JSTOR 605440. doi:10.2307/605440.
- Brown, Jonathan (2007). „Three: The Genesis of al-Bukhārī and Muslim”. The Canonization of al-Bukhari and Muslim: The Formation and Function of the Sunni Hadith Canon. Koninklijke Brill NV, Leiden, The Netherlands: Brill. стр. 80. ISBN 978-90-04-15839-9.
- Sanusi Azmi, Ahmad (април 2017). „Ahl al-Hadith Methodologies on Qur'anic Discourses in the Ninth Century: A Comparative Analysis of Ibn Hanbal and al-Bukhari”. Online Journal Research in Islamic Studies. 4 (1).
- Tabish Khair (2006). Other Routes: 1500 Years of African and Asian Travel Writing. Signal Books. стр. 393—. ISBN 978-1-904955-11-5. Архивирано из оригинала 8. 7. 2022. г. Приступљено 18. 11. 2020.

## Spoljašnje veze
- Pretraživač zbirke hadisa
- Engleski prevod Buharijine zbirke hadisa
- Onlajn izdanje Buharijine zbirke verodostojnih hadisa Архивирано на веб-сајту  (9. јануар 2017)